# 3525 Paul
3525 Paul è un asteroide della fascia principale. Scoperto nel 1983, presenta un'orbita caratterizzata da un semiasse maggiore pari a 3,0821492 UA e da un'eccentricità di 0,1001842, inclinata di 2,54334° rispetto all'eclittica.